# Acrulogonia pararesima
Acrulogonia pararesima är en insektsart som beskrevs av Young 1977. Acrulogonia pararesima ingår i släktet Acrulogonia och familjen dvärgstritar. Inga underarter finns listade i Catalogue of Life.